# Thorfinn Karlsefni
Thorfinn Karlsefni Thordarson (vieux norrois : Þorfinnr Karlsefni Þórðarson, islandais : Þorfinnur Karlsefni Þórðarson) est un explorateur islandais qui peu après l'an 1000 essaya de s'installer au Vinland. Son surnom, Karlsefni, signifie « celui qui a l'étoffe d'un homme digne de ce nom ».

## Historique
Selon la Saga d'Erik le Rouge, il part avec trois bateaux sur lesquels se trouvent cent-soixante personnes. Parmi elles, Freydis Eiriksdottir et Thorvald Eriksson, respectivement demi-sœur et frère de Leif Erikson. Il s'installe d'abord dans les baraquements de Leif Erikson, sur le site qu'il appelle Hóp, le Vinland proprement dit, peut-être à Bay Saint Lawrence, au nord de l'île de Cap Breton en Nouvelle-Écosse.
Thorfinn y rencontre les Skrælingar (peut-être des Béothuks ou des Inuits), avec lesquels il entretient d'abord des relations pacifiques, basées sur le troc. Néanmoins, toujours selon la Sage d'Erik le Rouge, les Skrælingar finissent par se retourner contre eux et l'équipage de Thorfinn décide de se replier plus au nord à la suite d'une bataille, vers le Straumfjördr.
La femme de Thorfinn Karlsefni, Gudrid Thorbjarnardottir, accouche d'un garçon durant leur séjour au Straumfjörd, Snorri. Snorri Thorfinnsson serait donc le premier européen né dans le nouveau monde.
Le site exact de la colonie de Karlsefni pourrait être celui découvert en 1960 par Helge Ingstad et Anne Stine Ingstad à l'Anse aux Meadows, dans l'extrême nord de Terre-Neuve. La piste du site de Pointe Rosée, également à Terre-Neuve, a également été avancée après que des analyses aient révélé en 2016 la possible présence de ruines Vikings. Néanmoins, les fouilles qui y ont été réalisées ne semblent pas avoir corroboré cette hypothèse, les archéologues ayant découvert trop peu de ressources fiables.
En raison de l'hostilité des autochtones, les groupes de colons sont retournés au Groenland et en Islande.

## Dans la culture contemporaine

### Littérature
Il est l'un des personnages principaux du manga historique Vinland Saga, écrit et dessiné par Makoto Yukimura, et de l’anime qui en est adapté.

### Sculpture
Au début du XXe siècle, Einar Jónsson, un sculpteur islandais, réalise plusieurs sculptures de Thorfinn Karlsefni (en), dont la première version se trouve aujourd'hui dans Fairmount Park à Philadelphie et une autre est à Reykjavik.

### Jeu vidéo
Thorfinn Karlsefni est le protagoniste d'un scénario jouable du DLC Victors and vanquished de Age of Empires II: Definitive Edition.